# Wedgefield
Wedgefield és una concentració de població designada pel cens dels Estats Units a l'estat de Florida. Segons el cens del 2000 tenia 2.700 habitants.

## Demografia
Segons el cens del 2000, Wedgefield tenia 2.700 habitants, 956 habitatges, i 790 famílies. La densitat de població era de 44,5 habitants/km².
Dels 956 habitatges en un 35,6% hi vivien nens de menys de 18 anys, en un 72,5% hi vivien parelles casades, en un 6,7% dones solteres, i en un 17,3% no eren unitats familiars. En l'11% dels habitatges hi vivien persones soles el 2,9% de les quals corresponia a persones de 65 anys o més que vivien soles. El nombre mitjà de persones vivint en cada habitatge era de 2,82 i el nombre mitjà de persones que vivien en cada família era de 3,05.
Per edats la població es repartia de la següent manera: un 24,6% tenia menys de 18 anys, un 6,5% entre 18 i 24, un 32,5% entre 25 i 44, un 26,4% de 45 a 60 i un 10% 65 anys o més.
L'edat mediana era de 38 anys. Per cada 100 dones de 18 o més anys hi havia 101,3 homes.
La renda mediana per habitatge era de 61.705 $ i la renda mediana per família de 62.174 $. Els homes tenien una renda mediana de 34.792 $ mentre que les dones 28.653 $. La renda per capita de la població era de 24.448 $. Entorn del 6,3% de les famílies i el 5,8% de la població estaven per davall del llindar de pobresa.

## Poblacions més properes
El següent diagrama mostra les poblacions més properes.